# Letnie Igrzyska Paraolimpijskie 2020
Letnie Igrzyska Paraolimpijskie 2020 (jap. 2020年夏季パラリンピック会) – XVI edycja letnich igrzysk paraolimpijskich rozegranych w dniach 24 sierpnia – 5 września 2021 roku w Tokio. Początkowo zawody miały się odbyć w dniach 25 sierpnia – 6 września 2020 roku, ale 24 marca 2020 roku Międzynarodowy Komitet Olimpijski oficjalnie ogłosił, że Letnie Igrzyska Olimpijskie 2020 i Letnie Igrzyska Paraolimpijskie 2020 zostały przełożone na następny rok z powodu pandemii COVID-19.
Stolica Japonii po raz drugi w historii gościła letnie igrzyska paraolimpijskie. Poprzednio odbyły się tam Letnie Igrzyska Paraolimpijskie 1964 wraz z Letnimi Igrzyskami Olimpijskimi 1964.

## Dyscypliny
31 stycznia 2015 roku Rada Zarządzająca Międzynarodowego Komitetu Paraolimpijskiego ogłosiła, że podczas Letnich Igrzysk Paraolimpijskich 2020 odbyło się 540 konkurencji w 22 dyscyplinach sportowych. Po raz pierwszy zostały przeprowadzone zawody w badmintonie i taekwondo. W zamian zrezygnowano z żeglarstwa i siedmioosobowej piłki nożnej.
- Badminton (szczegóły)
- Boccia (szczegóły)
- Goalball (szczegóły)
- Jeździectwo (szczegóły)
- Judo (szczegóły)
- Kajakarstwo (szczegóły)
- Kolarstwo (szczegóły)
  -  Kolarstwo szosowe
  -  Kolarstwo torowe
- Koszykówka na wózkach (szczegóły)
- Lekkoatletyka (szczegóły)
- Łucznictwo (szczegóły)
- Piłka nożna pięcioosobowa (szczegóły)
- Pływanie (szczegóły)
- Podnoszenie ciężarów (szczegóły)
- Rugby na wózkach (szczegóły)
- Siatkówka na siedząco (szczegóły)
- Strzelectwo (szczegóły)
- Szermierka na wózkach (szczegóły)
- Taekwondo (szczegóły)
- Tenis na wózkach (szczegóły)
- Tenis stołowy (szczegóły)
- Triathlon (szczegóły)
- Wioślarstwo (szczegóły)

## Kalendarz
13 sierpnia 2019 roku został ogłoszony oficjalny harmonogram Letnich Igrzysk Paraolimpijskich 2020. Zgodnie z nim igrzyska miały odbyć się w dniach 25 sierpnia – 6 września 2020 roku, lecz zostały przesunięte o 364 dni tak, aby zachować te same dni tygodnia. Ostatecznie zawody zostały rozegrane w dniach 24 sierpnia – 5 września 2021.
| Sierpień/Wrzesień 2021    | Sierpień/Wrzesień 2021    | 24 Wt. | 25 Śr. | 26 Cz. | 27 Pt. | 28 Sb. | 29 Nd. | 30 Pn. | 31 Wt. | 1 Śr. | 2 Cz. | 3 Pt. | 4 Sb | 5 Nd. | Konkurencje |
| ------------------------- | ------------------------- | ------ | ------ | ------ | ------ | ------ | ------ | ------ | ------ | ----- | ----- | ----- | ---- | ----- | ----------- |
| Ceremonie                 | Ceremonie                 | CO     |        |        |        |        |        |        |        |       |       |       |      | CZ    |             |
| Badminton                 | Badminton                 |        |        |        |        |        |        |        |        | ●     | ●     | ●     | 7    | 7     | 14          |
| Boccia                    | Boccia                    |        |        |        |        | ●      | ●      | ●      | ●      | 4     | ●     | ●     | 3    |       | 7           |
| Goalball                  | Goalball                  |        | ●      | ●      | ●      | ●      | ●      | ●      | ●      | ●     | ●     | 2     |      |       | 2           |
| Jeździectwo               | Jeździectwo               |        |        | 3      | 2      | ●      | 1      | 5      |        |       |       |       |      |       | 11          |
| Judo                      | Judo                      |        |        |        | 4      | 4      | 5      |        |        |       |       |       |      |       | 13          |
| Kajakarstwo               | Kajakarstwo               |        |        |        |        |        |        |        |        |       | ●     | 4     | 5    |       | 9           |
| Kolarstwo                 | szosowe                   |        |        |        |        |        |        |        | 19     | 6     | 5     | 4     |      |       | 51          |
| Kolarstwo                 | torowe                    |        | 4      | 5      | 5      | 3      |        |        |        |       |       |       |      |       | 51          |
| Koszykówka na wózkach     | Koszykówka na wózkach     |        | ●      | ●      | ●      | ●      | ●      | ●      | ●      | ●     | ●     | ●     | 1    | 1     | 2           |
| Lekkoatletyka             | Lekkoatletyka             |        |        |        | 13     | 16     | 19     | 17     | 21     | 17    | 18    | 18    | 24   | 5     | 168         |
| Łucznictwo                | Łucznictwo                |        |        |        | ●      | 1      | 1      | 2      | 2      |       | 1     | 1     | 1    |       | 9           |
| Piłka nożna pięcioosobowa | Piłka nożna pięcioosobowa |        |        |        |        |        | ●      | ●      | ●      |       | ●     |       | 1    |       | 1           |
| Pływanie                  | Pływanie                  |        | 16     | 14     | 14     | 14     | 13     | 15     | 14     | 15    | 15    | 16    |      |       | '146        |
| Podnoszenie ciężarów      | Podnoszenie ciężarów      |        |        | 4      | 4      | 4      | 4      | 4      |        |       |       |       |      |       | 20          |
| Rugby na wózkach          | Rugby na wózkach          |        | ●      | ●      | ●      | ●      | 1      |        |        |       |       |       |      |       | 1           |
| Siatkówka na siedząco     | Siatkówka na siedząco     |        |        |        | ●      | ●      | ●      | ●      | ●      | ●     | ●     | ●     | 1    | 1     | 2           |
| Strzelectwo               | Strzelectwo               |        |        |        |        |        |        | 3      | 2      | 2     | 1     | 2     | 2    | 1     | 13          |
| Szermierka na wózkach     | Szermierka na wózkach     |        | 4      | 4      | 2      | 4      | 2      |        |        |       |       |       |      |       | 16          |
| Taekwondo                 | Taekwondo                 |        |        |        |        |        |        |        |        |       | 2     | 2     | 2    |       | 6           |
| Tenis na wózkach          | Tenis na wózkach          |        |        |        | ●      | ●      | ●      | ●      | ●      | 1     | 1     | 2     | 2    |       | 6           |
| Tenis stołowy             | Tenis stołowy             |        | ●      | ●      | ●      | 5      | 8      | 8      | ●      | ●     | 5     | 5     |      |       | 31          |
| Triathlon                 | Triathlon                 |        |        |        |        | 4      | 4      |        |        |       |       |       |      |       | 8           |
| Wioślarstwo               | Wioślarstwo               |        |        |        | ●      | ●      | 4      |        |        |       |       |       |      |       | 4           |
| Suma finałów              | Suma finałów              | –      | 24     | 30     | 44     | 55     | 62     | 54     | 58     | 45    | 48    | 56    | 49   | 15    | 540         |
| Sierpień/Wrzesień 2021    | Sierpień/Wrzesień 2021    | 24 Wt. | 25 Śr. | 26 Cz. | 27 Pt. | 28 Sb. | 29 Nd. | 30 Pn. | 31 Wt. | 1 Śr. | 2 Cz. | 3 Pt. | 4 Sb | 5 Nd. | Konkurencje |

## Obiekty
Igrzyska paraolimpijskie zostały rozegrane na 19 obiektach sportowych.
| Nazwa                          | Okrąg/Miasto    | Pojemność | Dyscypliny                      |
| ------------------------------ | --------------- | --------- | ------------------------------- |
| Stadion Narodowy               | Shinjuku        | 68 000    | Ceremonia otwarcia i zamknięcia |
| Stadion Narodowy               | Shinjuku        | 68 000    | Lekkoatletyka                   |
| Tokyo Metropolitan Gymnasium   | Shibuya         | 6500      | Tenis stołowy                   |
| Yoyogi National Gymnasium      | Shibuya         | 10 200    | Badminton                       |
| Yoyogi National Gymnasium      | Shibuya         | 10 200    | Rugby na wózkach                |
| Nippon Budōkan                 | Chiyoda (Tokio) | 11 000    | Judo                            |
| Tokyo International Forum      | Chiyoda (Tokio) | 5000      | Podnoszenie ciężarów            |
| Equestrian Park                | Setagaya        | 9300      | Jeździectwo                     |
| Musashino Forest Sports Plaza  | Chōfu           | 7200      | Koszykówka na wózkach           |
| Ariake Arena                   | Kōtō            | 15 000    | Koszykówka na wózkach           |
| Ariake Gymnastics Centre       | Kōtō            | 12 000    | Boccia                          |
| Ariake Coliseum                | Kōtō            | 19 400    | Tenis na wózkach                |
| Odaiba Marine Park             | Minato (Tokio)  | 5500      | Triathlon                       |
| Aomi Urban Sports Park         | Kōtō            | 4300      | Piłka nożna pięcioosobowa       |
| Sea Forest Waterway            | Kōtō            | 12 800    | Kajakarstwo                     |
| Sea Forest Waterway            | Kōtō            | 12 800    | Wioślarstwo                     |
| Yumenoshima Park Archery Field | Kōtō            | 5600      | Łucznictwo                      |
| Tokyo Aquatics Centre          | Kōtō            | 15 000    | Pływanie                        |
| Makuhari Messe Hall            | Chiba           | 10 000    | Siatkówka na siedząco           |
| Makuhari Messe Hall            | Chiba           | 7000      | Taekwondo                       |
| Makuhari Messe Hall            | Chiba           | 7000      | Szermierka na wózkach           |
| Makuhari Messe Hall            | Chiba           | 5500      | Goalball                        |
| Asaka Shooting Range           | Nerima          | 3200      | Strzelectwo                     |
| Izu Velodrome                  | Izu             | 3600      | Kolarstwo torowe                |
| Fuji International Speedway    | Fuji            | 22 000    | Kolarstwo szosowe               |

## Uczestniczące reprezentacje
9 grudnia 2019 roku Światowa Agencja Antydopingowa (WADA) wydała Rosji czteroletni zakaz występu na wszystkie zawody międzynarodowe, włączając Letnie Igrzyska Olimpijskie 2020, Letnie Igrzyska Paraolimpijskie 2020 oraz Mistrzostwa Świata w Piłce Nożnej 2022. Jest to spowodowane manipulowaniem testami antydopingowymi przez państwo. Rosyjscy sportowcy, którzy udowodnią, że nie są zamieszani w skandal dopingowy, będą mogli wystąpić pod neutralną flagą.
Zgodnie z warunkami określonymi przez Sportowy Sąd Arbitrażowy (CAS) w dniu 17 grudnia 2020 roku zawodnicy i oficjele drużyn będą reprezentować Rosyjski Komitet Paraolimpijski i używać „RPC” (z ang. Russian Paralympic Committee) jako akronimu. We wszystkich publicznych prezentacjach nazwy organizacji należy używać akronimu, a nie pełnej nazwy „Rosyjski Komitet Paraolimpijski”. Stworzono specjalny emblemat RPC, który powinien być używany na Igrzyskach Paraolimpijskich 2020. Tego emblematu można używać na strojach, sprzęcie, przedmiotach osobistych, stronach internetowych oraz w innych obszarach związanych z igrzyskami. Emblemat będzie również używany na fladze, która będzie używana w zawodach zamiast flagi Federacji Rosyjskiej we wszystkich miejscach igrzysk i oficjalnych ceremoniach. Podczas igrzysk paraolimpijskich nie wolno śpiewać ani odtwarzać hymnu Rosji ani żadnego hymnu związanego z Rosją. Zamiast tego podczas wszystkich ceremonii zostanie zagrany I koncert fortepianowy Piotra Czajkowskiego. Zawodnicy RPC i oficjele drużyn będą nosić neutralne stroje, które zostały zatwierdzone przez Międzynarodowy Komitet Paraolimpijski (IPC). Na strojach nie będzie flagi Rosji ani emblematu lub symboli Federacji Rosyjskiej. Zamiast tego emblemat RPC będzie używany tam, gdzie jest to wymagane. Słowa „Rosja” i „rosyjski” nie pojawiają się. W przypadku sprzętu sportowego, który wymaga użycia akronimu krajowego, zamiast RUS będzie używany RPC.
6 kwietnia 2021 roku Międzynarodowy Komitet Paraolimpijski poinformował, że Korea Północna oficjalnie odwołała swój udział w letnich igrzyskach olimpijskich i paraolimpijskich w Tokio z powodu pandemii koronawirusa. 16 sierpnia 2021 roku z powodu ofensywy talibów wycofał się Afganistan, który miało reprezentować dwoje sportowców. To złamało serca wszystkim zaangażowanym w ruch paraolimpijski i załamało dwójkę sportowców z Afganistanu. Dało to początek międzynarodowym wysiłkom, które doprowadziły do ich bezpiecznej ewakuacji z Kabulu do Paryża. W stolicy Francji regenerowali siły i trenowali. Ostatecznie reprezentanci Afganistanu otrzymali wizy humanitarne od Australii i tym samym mogli uczestniczyć w XVI letnich igrzyskach paraolimpijskich w Tokio w Japonii. Z igrzysk zrezygnowały również cztery państwa wyspiarskie leżące na Oceanie Spokojnym: Samoa, Kiribati, Tonga i Vanuatu. Powodem były ograniczenia na terenie Australii, przez którą musieliby podróżować do Tokio. W Australii została wprowadzona obowiązkowa dwutygodniowa kwarantanna, więc dla niezbyt bogatych państw był to zbyt duży wydatek na nocleg w hotelu.
- Afganistan (2)
- Algieria (56)
- Angola (2)
- Arabia Saudyjska (7)
- Argentyna (57)
- Armenia (1)
- Aruba (1)
- Australia (180)
- Austria (25)
- Azerbejdżan (36)
- Bahrajn (2)
- Barbados (1)
- Belgia (34)
- Benin (2)
- Bermudy (1)
- Bhutan (3)
- Białoruś (19)
- Bośnia i Hercegowina (16)
- Botswana (2)
- Brazylia (238)
- Brunei (2)
- Bułgaria (4)
- Burkina Faso (2)
- Burundi (2)
- Chile (19)
- Chiny (255)
- Chińskie Tajpej (10)
- Chorwacja (22)
- Cypr (3)
- Czarnogóra (5)
- Czechy (29)
- Dania (25)
- Demokratyczna Republika Konga (2)
- Dominikana (5)
- Egipt (49)
- Ekwador (8)
- Estonia (5)
- Etiopia (3)
- Fidżi (2)
- Filipiny (5)
- Finlandia (17)
- Francja (143)
- Gabon (2)
- Gambia (2)
- Ghana (3)
- Grecja (45)
- Grenada (2)
- Gruzja (13)
- Gujana (1)
- Gwatemala (2)
- Gwinea (2)
- Gwinea Bissau (2)
- Haiti (1)
- Hiszpania (134)
- Holandia (74)
- Honduras (1)
- Hongkong (23)
- Indie (54)
- Indonezja (23)
- Irak (19)
- Iran (63)
- Irlandia (31)
- Islandia (6)
- Izrael (32)
- Jamajka (4)
- Japonia (259)
- Jemen (2)
- Jordania (10)
- Kambodża (1)
- Kamerun (3)
- Kanada (130)
- Katar (2)
- Kazachstan (26)
- Kenia (9)
- Kirgistan (2)
- Kolumbia (66)
- Kongo (2)
- Korea Południowa (86)
- Kostaryka (9)
- Kuba (17)
- Kuwejt (3)
- Laos (1)
- Lesotho (1)
- Liban (1)
- Liberia (2)
- Libia (2)
- Litwa (11)
- Luksemburg (1)
- Łotwa (7)
- Macedonia Północna (1)
- Madagaskar (1)
- Malawi (1)
- Malediwy (2)
- Malezja (25)
- Mali (2)
- Malta (2)
- Maroko (35)
- Mauritius (4)
- Meksyk (60)
- Mołdawia (6)
- Mongolia (11)
- Mozambik (2)
- Namibia (3)
- Nepal (1)
- Niemcy (137)
- Niger (2)
- Nigeria (22)
- Nikaragua (2)
- Norwegia (15)
- Nowa Zelandia (32)
- Oman (3)
- Pakistan (2)
- Palestyna (1)
- Panama (3)
- Papua-Nowa Gwinea (2)
- Paragwaj (2)
- Peru (11)
- Polska (93)
- Południowa Afryka (34)
- Portoryko (3)
- Portugalia (34)
- Reprezentacja Uchodźców (6)
- Republika Środkowoafrykańska (1)
- Republika Zielonego Przylądka (2)
- RPC (246)
- Rumunia (9)
- Rwanda (14)
- Saint Vincent i Grenadyny (1)
- Salwador (3)
- Senegal (3)
- Serbia (20)
- Sierra Leone (2)
- Singapur (11)
- Słowacja (28)
- Słowenia (7)
- Somalia (1)
- Sri Lanka (9)
- Stany Zjednoczone (242)
- Syria (3)
- Szwajcaria (21)
- Szwecja (29)
- Tadżykistan (1)
- Tajlandia (74)
- Tanzania (2)
- Togo (1)
- Tunezja (25)
- Turcja (87)
- Uganda (4)
- Ukraina (138)
- Urugwaj (2)
- Uzbekistan (47)
- Wenezuela (27)
- Węgry (39)
- Wielka Brytania (216)
- Wietnam (7)
- Włochy (113)
- Wybrzeże Kości Słoniowej (3)
- Wyspy Dziewicze Stanów Zjednoczonych (1)
- Wyspy Owcze (1)
- Wyspy Salomona (3)
- Wyspy Świętego Tomasza i Książęca (1)
- Zambia (1)
- Zimbabwe (2)
- Zjednoczone Emiraty Arabskie (12)